# Zuccarello
Zuccarello är en ort och kommun i provinsen Savona i regionen Ligurien i Italien. Kommunen hade 311 invånare (2018).